# Eurostation
Eurostation was een Belgische vennootschap die van 1992 tot 2018 bestond. Het was het Vlaamse en Brusselse vastgoedfiliaal van spoorwegmaatschappij NMBS dat optrad als studie- en ingenieursbureau, stations beheerde en stationsbuurten ontwikkelde. De Waalse tegenhanger was Eurogare.

## Geschiedenis
Eurostation werd op 5 februari 1992 door de NMBS opgericht en had naast een hoofdzetel in Brussel nog vestigingen in Mechelen en Gent.
Directeur-generaal Herwig Persoons werd in maart 2015 door de raad van bestuur ontslagen. Na een kritische audit die verschillende onregelmatigheden vaststelde werden in mei ook twee andere directieleden ontslagen. Uit de audit bleek dat onder meer opdrachten waren toegekend zonder openbare aanbesteding en dat directeurs grote hotel- en restaurantrekeningen inbrachten. De resultaten van de audit werden in juni aan het parket overgebracht. In juli 2016 verving voormalig CD&V-cabinettard Nancy Geyskens, directeur Stations van de NMBS, algemeen directeur ad interim Lieve De Cock. Het gerecht viel in december 2016 bij Eurostation binnen. Er waren onder meer verdachte geldstromen in Hasselt vastgesteld, in India werden aan lokale partners van een bouwproject steekpenningen betaald en op Jamaica bouwde Eurostation busterminals. Patricia Cuvelier volgde begin 2018 Geyskens als CEO van Eurostation en directeur Stations van de NMBS op. Zij overzag de afschaffing van Eurostation, die in november 2018 plaatsvond.

## Projecten
De belangrijkste projecten die Eurostation realiseerde zijn:
- Antwerpen-Centraal (station en stationsomgeving)
- Brussel-Zuid (station en stationsomgeving)
- Diaboloproject en station Brussels Airport-Zaventem
- Gent-Sint-Pieters (station en stationsomgeving)
- Brugge (station en stationsomgeving)
- Hasselt (station en stationsomgeving)
- Mechelen (station en stationsomgeving)
- Oostende (station en stationsomgeving)